# Кінетична теорія

Температура ідеального газу пропорційна середній кінетичній енергії його частинок. Показано, що розмір атомів гелію по відношенню до їх відстані досягає тиску 1950 атмосфер. Середня швидкість атомів відносно їхнього розміру сповільнена у два трильйона разів порівняно з кімнатною температурою.

Кінетична теорія (газів) — теорія, що пояснює властивості ідеального газу, в основі якої лежать такі припущення:
- газ є ідеальним;
- молекули газу мають нехтувально малі розміри, невпинно рухаються і пружно вдаряються одна в одну чи в поверхню;
- середня кінетична енергія частинок газу є прямо пропорційною термодинамічній температурі газу.

Використовується в хімічній кінетиці.

## Загальна характеристика
Розділ статистичної механіки, що описує властивості ідеальних газів за допомогою функції розподілу. Наприклад, для опису макроскопічних властивостей ідеального газу використовується частинкова модель, у якій газ трактується як ансамбль матеріальних точок або твердих кульок знехтовно малих розмірів, що рухаються хаотично, між ними немає взаємодії, а їх удари є пружними (при зіткненнях розлітаються по прямих лініях). Використовуючи ці припущення, можна вивести рівняння стану ідеального газу, правило розподілу
Максвела — Больцмана, вираз для середнього вільного пробігу тощо.

## Історія
В 1738 Даніель Бернуллі опублікував книгу Гідродинаміка, в якій висловив ідею, що газ складається з великого числа молекул, що хаотично рухаються в усіх напрямках, а зіткнення цих молекул з поверхнею спричиняє тиск. Тепло, яке ми відчуваємо, на думку Бернуллі зумовлене рухом частинок. Теорія Бернуллі не утвердилася, оскільки на той час ще не було відкрито багатьох законів механіки, зокрема закону збереження енергії, і навіть поняття енергії склалося набагато пізніше.
Іншими піонерами кінетичної теорії були Михайло Ломоносов, Жорж-Луї Лесаж, Джон Герапат, Джон Джеймс Вотерстон. Просту послідовну кінетичну теорію газу створив у 1856 Август Крьоніг. У 1857 Рудольф Клаузіус незалежно побудував складнішу теорію, яка враховувала не тільки поступальний, а й обертовий та коливальний рух молекул. Він же запровадив поняття довжини вільного пробігу частинки.
У 1859 Джеймс Клерк Максвелл отримав розподіл молекул за швидкостями, який стали називати розподілом Максвела. У 1871 році Людвіг Больцман узагальнив цей розподіл на випадок частинок у зовнішньому полі, отримавши розподіл Максвелла — Больцмана. Больцман зробив також основний вклад у формулювання статистичної механіки, постулювавши логарифмічну залежність між ентропією та числом мікроскопічних станів термодинамічної системи.
Однак ще до початку 20 ст. існування атомів фізична спільнота розглядала тільки як гіпотезу. Важливим поворотним пунктом стала побудова теорії броунівського руху Альбертом Ейнштейном та Мар'яном Смолуховським.

## Основне рівняння молекулярно-кінетичної теорії
Молекулярно-кінетична теорія виходить із того, що речовина, зокрема газ складається з великої кількості мікроскопічних частинок (молекул), які рухаються хаотично. Частинки стикаються між собою та зі стінками посудини, створюючи на ці стінки тиск. Усі зіткнення вважаються пружними, тобто проходять без втрати енергії. Середня кінетична енергія руху частинок залежить від температури.
Середня кінетична енергія руху молекули
{\displaystyle {\bar {E}}={\frac {1}{2}}m{\bar {v^{2}}}={\frac {3}{2}}k_{B}T},
де m — маса частинки, v — її швидкість, {\displaystyle k_{B}} — стала Больцмана, T — температура.
Середня швидкість частинок у газі дорівнює
{\displaystyle {\bar {v}}={\sqrt {\bar {v^{2}}}}={\sqrt {\frac {3k_{B}T}{m}}}={\sqrt {\frac {3RT}{M}}}},
де R — універсальна газова стала, {\displaystyle M} — молярна маса.
Тиск газу на стінки посудини визначається з того міркування, що при пружньому відбитті частинки від стінки, зміна її імпульсу дорівнює {\displaystyle 2mv_{x}}, де {\displaystyle v_{x}} — перпендикулярна до стінки складова швидкості. Підрахувавши переданий за час {\displaystyle \Delta t} імпульс, і прирівнявши його до імпульсу сили для тиску отримуємо
{\displaystyle P={\frac {F}{S}}=nm{\bar {v_{x}^{2}}}={\frac {1}{3}}nm{\bar {v^{2}}}},
де n — кількість частинок в одиничному об'ємі.

## Основні положення молекулярно-кінетичної теорії
Основні положення МКТ речовини:
I. Будь-які речовини мають дискретну (переривчасту) будову. Вони складаються з найдрібніших частинок молекул і атомів. Підтвердженням дискретності є прокатка, кування металу, отримання 1974 року фотографії окремих молекул і атомів, розчинність речовин тощо.
Молекули — найменші частинки, які мають хімічні властивості речовини. Молекули складаються з простіших частинок — атомів хімічних елементів. У природі є 92 хімічні елементи. Разом із штучними наразі налічується 105 елементів.
Речовину, яка побудована з атомів лише одного виду, називають елементом (водень, кисень, азот тощо). Кожен елемент має свій номер Z в таблиці Менделєєва. Число Z визначає кількість протонів у ядрах атомів і електронів, що рухаються в атомі навколо ядра.
II. Молекули знаходяться в стані неперервного хаотичного (невпорядкованого) руху, що називається тепловим і у загальному випадку є сукупністю поступального, обертального і коливального рухів.
Під час нагрівання речовини швидкість теплового руху і кінетична енергія його частинок збільшуються, а під час охолодження зменшуються. Ступінь нагрітості тіла характеризує його температура, яка є мірою середньої кінетичної енергії хаотичного поступального руху молекул цього тіла.
III. Молекули взаємодіють одна з одною із силами електромагнітної природи, причому на великих відстанях вони притягуються, а на малих — відштовхуються. Сили притягання і відштовхування між молекулами діють постійно.
Молекули різних речовин по-різному взаємодіють одна з одною. Ця взаємодія залежить від типу молекул і відстані між ними. Залежно від характеру руху і взаємодії молекул розрізняють три стани речовини: твердий, рідкий, газоподібний (плазма).
Плазма — сильно іонізований газ (повітря), під дією високих температур. Для газів характерні великі міжмолекулярні відстані, малі сили притягання, тому гази можуть необмежено розширюватись. Молекули газу хаотично рухаються, співударяються одна з одною і зі стінками посудини.
У рідинах молекули розміщені тісно і коливаються навколо положення рівноваги, а також перескакують з одного рівноважного положення в інше (ближній порядок).
У твердих тілах сили взаємодії кожної молекули із сусідніми настільки великі, що молекула здійснює малі коливання навколо деякого сталого положення рівноваги — вузла кристалічних ґрат — дальній порядок.

## Підтвердження
Молекулярно-кінетичну теорію речовини підтверджено такими дослідами і спостереженнями:
- дослід із змішуванням рідин;
- дослід із розчиненням твердих речовин в рідинах;
- спостереження над стисливістю речовин;
- деформації твердих тіл;
- броунівський рух;
- спостереження дифузії;
- зображення окремих молекул, отримані за допомогою іонного проектора, електронного мікроскопа;
- рентгеноструктурний аналіз речовин;
- спостереження космосу.